# 도널드 두어트 매클린
도널드 두어트 매클린(/məˈkleɪn/; 1913년 5월 25일 – 1983년 3월 6일)은 영국의 외교관이자 소련의 이중간첩으로, 케임브리지 5인 스파이 조직에 참여했다. 대학생 시절 소련 요원에게 모집된 후 매클린은 공무원에 입사했다. 1938년에는 파리 (프랑스) 주영국 대사관의 3등 서기관으로 임명되었다. 그는 런던과 워싱턴 D.C.에서 근무하며 1등 서기관으로 승진했다. 이후 이집트에 파견되었다가 외무부 미국 담당 부서장이 되었다.
소련은 1951년 매클린이 런던에서 모스크바로 망명하는 것을 도왔다. 모스크바에서 그는 영국 정책과 소련-북대서양 조약 기구 관계 전문가로 일했다. 그는 1983년 3월 6일에 그곳에서 사망했다.

## 어린 시절과 학창 시절

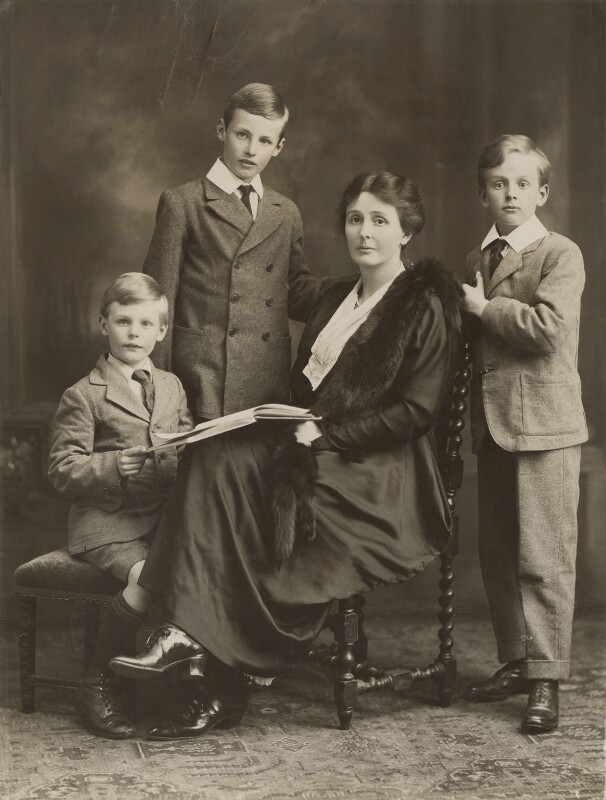
왼쪽부터: 도널드 매클린; 이언 로카비 매클린; 그웬돌린 마거릿 데빗, 앤드루 유언 매클린 (1920년)

런던 매릴번에서 태어난 도널드 듀아트 매클린은 도널드 매클린 경과 그웬돌린 마거릿 데빗의 아들이었다. 1918년 영국 총선에서 자유당 (영국)의 당수 H. H. 애스퀴스가 의석을 잃자, 매클린의 아버지 도널드 경은 영국 하원에서 애스퀴스를 지지한 23명의 무소속 자유당 의원 잔여 세력의 의장으로 선출되었다. 노동당 (영국)에는 당수가 없었고 신 페인은 참석하지 않았기 때문에, 그는 명목상의 영국 야당 지도자가 되었다. 매클린의 부모님은 런던(나중에는 버킹엄셔주)과 그의 아버지가 피블스 및 서던 미들로디언을 대표했던 스코티시보더스에 집을 가지고 있었지만, 가족은 주로 런던과 그 주변에서 살았다. 그는 세계 문제가 끊임없이 논의되는 매우 정치적인 가정에서 자랐다. 1931년 그의 아버지는 교육위원회 의장으로서 연립 내각에 합류했다.
매클린의 교육은 워딩의 세인트 로넌 스쿨에서 기숙생으로 시작되었다. 13세에 그는 노퍽의 그레샴 스쿨로 보내졌고, 1926년부터 18세가 되던 1931년까지 그곳에 머물렀다. 그레샴 스쿨에서 그의 동급생 중 일부는 잭 사이먼 (나중에 법관이 된 사이먼 남작), 제임스 클루그만 (1912–1977), 로저 사이먼 (1913–2002), 벤저민 브리튼 (1913–1976) 그리고 앨런 로이드 호지킨 (나중에 과학자이자 노벨상 수상자)이었다.
그레샴 스쿨은 진보적이고 자유로운 학교로 여겨졌다. 이미 마르크스주의 군사 역사가, 언론인, 작가이자 그레이트브리튼 공산당의 창립자 중 한 명이며 다양한 당의 저널과 신문의 편집자였던 톰 윈트링엄 (1898–1949)을 배출했다. 제임스 클루그만과 로저 사이먼은 모두 매클린과 함께 케임브리지 대학교에 진학했고 거의 동시에 공산당에 가입했다. 클루그만은 영국 공산당의 공식 역사가가 되었고, 사이먼은 나중에 좌파 노동당 상원의원이 되었다.
매클린이 16세였을 때, 그의 아버지는 노스 콘월 선거구에서 선출되었고, 그는 방학 동안 콘월주에서 시간을 보냈다.

## 케임브리지
그레샴 스쿨을 졸업한 매클린은 1931년에 트리니티 홀, 케임브리지에 입학하여 현대 언어학을 전공했다. 그는 1932~33년 겨울 내내 대학에서 럭비를 했다. 매클린이 케임브리지에서 2학년이던 해에 그의 아버지가 사망했다. 매클린의 정치적 견해는 "때로는 당혹스러워하면서도 흠모하는 어머니"의 영향을 받아 이후 몇 년 동안 더욱 분명해졌다. 대학 마지막 해에 매클린은 캠퍼스의 유명 인사가 되었고, 많은 사람들이 그가 공산주의자임을 알았다. 1933~34년 겨울, 그는 존 콘포드, 찰스 매지, 아일랜드 과학자 J. D. 버널 등 다른 주요 공산주의자들이 기고한 케임브리지 레프트에 서평을 썼다. 도널드는 J. D. 샤크의 '현대 문학과 사회 혁명'을 평론하며, 이 책이 "마르크스주의적 문학 개념을 암시할 준비가 되어 있다"고 칭찬했다. 1934년, 그는 트리니티 홀 학생 잡지인 실버 크레센트의 편집자가 되었다. 그의 사설은 세계 무역의 감소, 재무장 및 무기 밀매를 강조했다. 한 기사에서 그는 다음과 같이 주장했다: "영국은 자본주의 위기의 소용돌이에 있다.... 만약 사설의 분석이 맞다면, 군사 연령의 모든 사람이 정치에 대해 생각하기 시작해야 할 훌륭한 이유가 있다." 그는 그랜타에 보낸 편지에서 민주적으로 선출된 학생회, 여학생 평등, 정치 회의를 위한 대학 시설 사용 권리 등을 요구했다.
1934년 케임브리지에서의 마지막 해에 매클린은 아널드 도이치에게 모집되어 소련 인민내무위원회(러시아어 약어로 내무인민위원부)의 요원이 되었다. 그는 그 후 정치 활동을 중단하고 외교부에 입사하라는 지시를 받았다. 그는 현대 언어학에서 수석으로 졸업했다. 공무원 시험을 1년 동안 준비한 후, 매클린은 수석으로 합격했다. 최종 면접에서 매클린은 면접관 중 한 명으로부터 대학생 시절 공산주의를 선호했는지 질문을 받았다. 이는 면접관들이 그가 케임브리지 2학년 때 모스크바를 방문했다는 사실을 알고 있었기 때문인 것으로 보였다. 매클린은 "케임브리지에서는 처음에는 호의적이었지만, 점차 실망하고 있습니다"라고 답했다. 그의 겉으로 드러난 진심은 가족 친구인 바이올렛 본햄 카터 부인을 포함한 면접관들을 만족시켰다.

## 런던
1935년 8월, 매클린은 정식으로 외교부에 입부했다. 10월부터 외무부에서 근무를 시작했으며, 네덜란드, 스페인, 포르투갈, 스위스 및 국제연맹을 담당하는 서유럽 부서에 배치되었다. 1936년, 매클린은 주요 강대국인 독일, 이탈리아, 소련의 활동과 스페인 내전의 결과에 대한 그들의 개입을 감시하기 위해 설립된 불개입 위원회의 업무에 깊이 관여하게 되었다.
1937년 여름, 한동안 매클린을 만나러 아무도 나타나지 않는 경우가 여러 번 있었다. 그러다 미국 공산당의 당수 얼 브라우더의 아내인 키티 해리스가 평소 그의 연락책 대신 나타나 인계 구절을 말했다. "숙녀를 보리라고는 생각 못 했죠?" 그녀가 말했다. "아니요, 하지만 기분 좋은 놀라움이네요." 그가 대답했다. 매클린은 퇴근 후 베이즈워터에 있는 해리스의 아파트를 방문하여 촬영할 문서를 가져왔다. 다음 2년 동안 45상자의 문서가 촬영되어 모스크바로 보내졌다. "그녀는 매클린과 그의 내무인민위원부 연락책 사이의 컷아웃이었다"라고 그녀에 대한 책을 이고르 다마스킨과 함께 쓴 제프리 엘리엇이 말했다. 이고르 다마스킨은 전 KGB 장교였다.

## 파리
1938년 9월 24일, 매클린은 파리 주영국 대사관의 삼등서기관으로 부임했다. 1939년 봄, 독일의 침략을 저지하기 위한 '평화 전선'에 소련을 포함시키려는 영불 공동의 시도가 있었다. 이러한 모스크바 협상에 프랑스가 개입하면서, 대사관 간에 오가는 전보를 통해 매클린은 많은 정보에 접근할 수 있었다. 프랑스 외무장관 조르주 보네가 동유럽에서의 프랑스의 안보 약속을 끝내기 위해 노력하면서, 매클린은 독일과 영국, 그리고 영국과 프랑스 간의 관계에 대해 모스크바에 계속 정보를 제공했다. 그는 또한 핀란드와 소련 간의 전쟁에 대한 영불 개입 계획의 발전에 대해서도 모스크바에 알렸다.
1939년 12월, 매클린은 시카고의 석유회사 임원의 딸인 멀린다 말링을 만났다. 그녀는 부모님이 이혼했을 때 십대였고, 어머니는 유럽으로 이주했다. 1929년 10월, 멀린다와 그녀의 자매들은 로잔 근처 브베에 있는 학교에 다녔고, 그곳에서 어머니는 빌라를 임대했고, 프랑스 주앙레팽에서 휴가를 보냈다. 멀린다의 어머니는 뉴욕으로 이주하여 제지 업계의 임원인 찰스 던바와 결혼했으며, 딸들을 데리고 맨해튼에 살았고, 그곳에서 멀린다는 스펜스 스쿨에 다녔다. 졸업 후 그녀는 뉴욕시에서 몇 달을 보낸 후 파리로 돌아와 파리의 소르본에서 프랑스 문학을 공부했다. 마크 컬름-시모어는 나중에 그녀를 "아주 예쁘고 활기찼지만, 다소 내성적이었다. 나는 그녀가 약간 깐깐하다고 생각했다. 그녀는 항상 잘 꾸몄고, 립스틱은 밝았고, 머리는 파마했고, 목에는 이중 진주 목걸이를 하고 있었다. 그녀의 관심사는 가족, 친구, 옷, 할리우드 영화로 제한된 것 같았다."
1950년대, 컬름-시모어는 모스크바에 망명한 매클린 부부를 찾아냈고, 또 다른 멀린다가 등장했다. 그녀는 그에게 매클린이 망명하기 전부터 러시아로 갈 것이라는 것을 처음부터 알고 있었다고 말했다.
소련 기록 보관소는 이 견해를 확인한다. 매클린이 해리스에게 말했듯이, 말링을 만난 저녁에 그는 그녀에게서 더 많은 것을 보았다: "나는 그녀의 견해에 매우 매료되었다. 그녀는 자유주의자이고, 인민 전선을 지지하며, 부모가 부유함에도 불구하고 공산주의자들과 어울리는 것을 개의치 않는다. 그녀의 친구 중 한 명인 백계 러시아인 소녀가 소련을 공격했는데, 멀린다가 그녀에게 맞섰다. 우리는 같은 언어를 사용한다는 것을 알았다." 매클린은 말링에게 스파이로서의 자신의 역할을 말했다. 그는 해리스에게 말링이 긍정적으로 반응했을 뿐만 아니라 "실제로 그녀가 할 수 있는 한 나를 돕겠다고 약속했다 - 그리고 그녀는 미국 사회에 잘 연결되어 있다."
독일군이 파리로 접근함에 따라, 1940년 6월 10일 매클린과 임신한 말링은 지방 관청에서 결혼했다. 영국 대사관은 철수했고, 매클린 부부는 도널드의 동료 중 한 명과 함께 남쪽으로 차를 몰았다. 그들은 작은 상선을 타고 프랑스를 탈출하여 런던으로 갔다.

## 제2차 세계 대전 중 런던
매클린은 영국 외무부에 의해 경제 전쟁 문제에 관여하도록 배정되었다. 매클린은 경제 전쟁, 민간 항공 문제, 군사 기지 협상, 그리고 텅스텐과 같은 전쟁에 유용한 천연자원에 대한 외무부의 전문가 중 한 명이 되었다. 1940년, 소련 군사 정보국 스파이 마스터에서 망명한 발테르 크리비츠키는 MI5에 소련 스파이 활동에 대한 정보를 공개했다. 크리비츠키는 매클린의 신원에 대한 단서를 제공했을 수 있지만, 이는 추적되지 않았다.
1940년 크리스마스 3일 전, 멀린다 매클린은 아기를 낳기 위해 뉴욕으로 갔지만, 아기는 태어난 지 얼마 안 되어 사망했다. 몇 주 후 그녀는 런던으로 돌아와 BBC 서점에서 일하기 시작했다. 도널드 매클린은 승진하여 워싱턴 주영국 대사관의 2등 서기관이라는 권위 있는 임무를 부여받았다. 1944년 4월 말, 매클린 부부는 호송선을 타고 뉴욕으로 출발하여 5월 6일에 도착했다.

## 워싱턴
매클린은 1944년부터 1948년까지 워싱턴에서 근무하며 1등 서기관으로 승진했다. 1944년 멀린다 매클린은 다시 임신하여 뉴욕시에서 아들을 낳았다. 매클린 부부는 맨해튼에 있는 멀린다 매클린의 어머니와 새아버지, 그리고 버크셔주에 있는 그들의 시골집을 자주 방문했다. 그들은 롱아일랜드와 코드곶에서 멀린다 매클린의 자매들과 어머니와 함께 휴가를 보냈다.
매클린 부부는 워싱턴의 자유주의 조지타운 (워싱턴 D.C.) 사교계의 일원이 되었으며, 여기에는 캐서린 그레이엄이 포함되었고, 도시의 외교 생활에도 참여했다.
매클린은 매주 뉴욕으로 갔다. 매클린은 대사관에서 유난히 근면한 사람으로 여겨졌는데, 그의 동료 외교관 로버트 세실은 1989년에 이렇게 회상했다: "그에게는 너무 어려운 일도, 너무 긴 시간도 없었다. 그는 아프거나 휴가를 가거나 단순히 덜 열성적인 동료의 엉킨 실타래를 항상 넘겨받는 사람이라는 평판을 얻었다. 이런 식으로 그는 내무인민위원부에게 가장 흥미로운 숨겨진 장소로 자신을 옮길 수 있었다."
그 기간 말에 매클린은 원자력 문제에 대한 통합 정책 위원회의 비서 역할을 했다. 그는 미국/영국/캐나다 원자력 정책 개발에 대한 모스크바의 주요 정보원이었다. 매클린은 원자폭탄에 대한 기술 데이터는 전송하지 않았지만, 특히 미국이 보유한 플루토늄 (팻 맨 폭탄에 사용됨)의 양 등 개발 및 진행 상황에 대해 보고했다. 원자력 기밀 공유에 관한 미국-영국-캐나다 협의회의 영국 대표로서, 그는 협의회 회의에서 얻은 정보를 소련에 제공할 수 있었다. 이는 소련 과학자들이 미국이 만들 수 있는 폭탄의 수를 예측할 수 있도록 해주었다. 원자력 문제 외에도, 워싱턴 대사관에서 매클린의 책임에는 민간 항공, 기지, 전후 계획, 터키 및 그리스, 북대서양 조약 기구 및 베를린이 포함되었다.

## 카이로
1948년 매클린은 카이로 주영국 대사관의 서기장으로 임명되었다. 그는 당시 영국 외교부에서 가장 젊은 참사관이었다. 도착하자마자 매클린은 KGB 연락책과 문제가 생기기 시작했고, KGB 연락책은 만족스럽지 못한 방식으로 회의를 주선했다. 매클린은 멀린다가 미용실에서 소련 거주 요원의 아내에게 자신의 정보를 전달해야 한다고 제안했고 모딘은 "멀린다는 그렇게 할 준비가 되어 있었다"고 보고했다.
카이로는 중요한 요충지였으며, 이 지역에서 영국 세력의 핵심이자 소련과의 선제 전쟁에 대한 영미 계획의 중심지였다. 이 시기 영국은 수에즈 운하 지역과 인근 팔레스타인에 병력을 주둔시키고, 수에즈 운하 지역에는 미국 원자폭격기가 소련에 도달할 수 있는 공군 기지를 두는 등 중동의 주요 강대국이었다. 이집트 자체에 대해서는 영국 정책이 파루크 국왕을 둘러싼 부패에 대한 불간섭 또는 방임이었다. 매클린은 강력히 반대했으며, 그의 의견으로는 개혁만이 이 나라를 공산주의로부터 구할 수 있다고 느끼며 영국이 개혁을 장려해야 한다고 생각했다. "[뉴스 크로니클]] 카이로 특파원인 제프리 호아레는 "그 위험성을 강조하는 것 외에는 도널드가 공산주의에 대해 말하는 것을 들은 적이 없었다"고 회상했다.
매클린은 카이로 대사관의 핵심 관리로 여겨졌으며, 특히 미국/영국 전쟁 계획을 조율하고 대사 아래에서 이집트 정부와의 관계를 담당했다. 이 시기에 그의 이중생활은 매클린에게 영향을 미치기 시작했다. 그는 술을 마시고 싸우며 자신의 이중생활에 대해 이야기하기 시작했다. 술에 취한 채 미국 대사관 직원의 아파트를 파괴한 사건이 있은 후, 멀린다는 대사에게 도널드가 아프고 런던 의사를 만나기 위해 휴가가 필요하다고 말했다. 이러한 일련의 사건은 베노나 프로젝트 메시지를 통해 미국 정보기관이 매클린을 소련 요원으로 거의 식별하고 있었기 때문에 매클린이 영국으로 돌아갈 방법을 제공하기 위해 조작되었을 가능성이 있다. 이 시기에 멀린다 매클린은 이집트 귀족과 바람을 피우고 있었고, 도널드 매클린이 영국으로 갔을 때 그녀는 그와 함께 스페인으로 여행했다.

## 런던 본부 근무
몇 달간의 휴식 후 매클린은 이집트에서의 문제에서 회복되었고, 멀린다 매클린은 결혼 생활로 돌아오는 것에 동의했으며, 즉시 임신했다. 매클린의 경력은 이집트에서의 사건으로 인해 피해를 입지 않은 것으로 보였다. 그는 승진하여 외무부 미국 담당 부서의 수장이 되었는데, 이는 매클린의 직급에서 가장 중요한 임무였을 것이다. 이는 그가 계속해서 영미 관계와 계획에 대해 모스크바에 정보를 제공할 수 있게 해주었다. 매클린이 모스크바에 보낸 가장 중요한 보고서는 1950년 12월 워싱턴에서 영국 총리 클레멘트 애틀리와 미국 대통령 해리 S. 트루먼 간의 비상 정상회담에 관한 것이었다. 중국이 6.25 전쟁에 참전한 후, 특히 더글러스 맥아더 장군을 비롯한 미국 정부 내외에서 미국이 중국을 핵무기로 공격해야 한다는 요구가 있었다. 영국은 핵무기 사용과 중국 공격을 통한 전쟁 확대에 강력히 반대했으며, 애틀리는 이 두 가지를 모두 막기 위해 워싱턴으로 갔다. 트루먼은 워싱턴 정상회담에서 애틀리에게 핵무기 사용을 허용하지 않거나 전쟁을 한국 밖으로 확대하지 않을 것이라고 재차 확언했다. 매클린은 트루먼-애틀리 정상회담에서 오고 간 대화의 기록을 케임브리지 5인의 "관리자"인 유리 모딘에게 제공했다. 한편, 미국과 영국 정부는 매클린이 실제로 소련 요원이라는 결론을 내리고 있었으며, 이는 워싱턴에 있는 소련 동료 요원 킴 필비에 의해 면밀히 추적되었다.
언론인 시릴 코놀리는 1951년경 런던에서 매클린을 본 모습을 생생하게 묘사했다: "그는 평정심을 잃었고, 손은 떨렸으며, 얼굴은 대개 핏기 없는 노란색이었다... 그는 비참하고 매우 좋지 않은 상태였다. 대화 중에, 그가 어떤 근본적이고 전달 불가능한 불안으로 돌아간 것처럼 일종의 셔터가 내려왔다."

## 적발
매클린의 역할은 1945년부터 1951년 사이에 버지니아주 알링턴 홀과 런던의 RAF 이스트코트에서 베노나 프로젝트 해독이 수행되면서 드러났다. 이는 소련 암호 사무원이 원 타임 패드를 재사용하여 뉴욕, 워싱턴, 모스크바 간에 오간 암호화된 메시지와 관련이 있었다. 베노나 프로젝트의 일환으로 일하던 암호 분석가들은 1944년 6월부터 9월까지 뉴욕에서 6개, 1945년 4월에 워싱턴에서 6개의 암호화된 케이블이 고머라는 이름의 요원에 의해 보내졌다는 것을 발견했다. 처음으로 보낸 케이블(그러나 처음으로 해독된 것은 아님)은 6월 25일에 세르게이와의 만남과 고머가 아내가 어머니와 함께 아기 출산을 기다리며 살고 있는 뉴욕으로 곧 떠날 예정임을 묘사했다. 이것은 1951년 4월에 해독되었다. 가능한 호머들(고머는 호머의 러시아어 형태)로 9명의 짧은 목록이 확인되었는데, 그 중 한 명이 매클린이었다.
1944년 8월 2~3일의 두 번째 전보는 처칠이 루스벨트에게 보낸 메시지의 사본이 아닌 내용이었는데, 호머는 자신이 해독했다고 주장했다. 이 전보는 처칠이 루스벨트에게 앤빌 작전인 프로방스 침공 계획을 포기하고 베네치아와 트리에스테를 거쳐 오스트리아로 진격하는 공격을 선호하도록 설득하려 했다는 것을 시사했다. 이는 항상 측면 공격을 모색하던 처칠의 전략적 사고방식의 전형이었다. 그러나 이는 미국과 영국 장군 모두에게 즉시 거부되었다.
베노나 조사가 시작된 직후, 케임브리지 5인조의 또 다른 멤버인 킴 필비는 워싱턴으로 배정되어 영국의 CIA–FBI–NSA 연락관으로 근무했다. 그는 베노나 자료를 보고 매클
1. ↑  GRO Register of Births: SEP 1913 1a 899 Marylebone – Donald D. Maclean, mmn = Devitt
2. ↑  S.G.G. Benson and Martin Crossley Evans, I Will Plant Me a Tree: an Illustrated History of Gresham's School, London: James & James, 2002.
3. ↑  세실, 28쪽.
4. ↑  세실, 23쪽.
5. ↑  세실, 27–30쪽.
6. ↑  세실, 32쪽.
7. ↑  크리스토퍼 M. 앤드류와 바실리 미트로힌 (2000). 《미트로힌 문서: KGB와 서방》. 펭귄. 56쪽. ISBN 0-14-028487-7.
8. ↑  세실, 35–36쪽.
9. ↑  세실, 37쪽.
10. ↑  세실, 39–43쪽.
11. ↑  Elliott, Geoffrey, and Igor Damaskin, Kitty Harris: The Spy with Seventeen Names, London: St Ermin's Press, 2001.
12. ↑  Michael Holzman, Donald and Melinda Maclean: Idealism and Espionage, Briarcliff Manor, New York: The Chelmsford Press, 2014.
13. 1 2  Geoffrey Hoare, The Missing Macleans, New York: The Viking Press, 1955.
14. ↑  'Holzman: Donald and Melinda Maclean: Idealism and Espionage, '2014.
15. 1 2 3  The Guardian (Manchester and London), 2003년 5월 10일.
16. ↑  Philipps, Roland. 2018. A Spy Named Orphan: The Enigma of Donald Maclean. New York: W.W. Norton & Company.
17. ↑  Holzman: Donald and Melinda Maclean: Idealism and Espionage, 2014.
18. ↑  롤랜드 필립스 (2018). 《고아라는 이름의 스파이: 도널드 매클린의 수수께끼》. W. W. Norton. 134쪽. ISBN 978-0-393-60858-8.
19. ↑  캐서린 그레이엄 (1997). 《개인사》. A. A. Knopf. 156쪽. ISBN 978-0-394-58585-7. 도널드 매클린이 앞마당에서 오줌을 누는 악몽.
20. 1 2 3  Holzman, Donald and Melinda Maclean: Idealism and Espionage, 2014.
21. 1 2 3  폴머와 앨런, 348쪽.
22. ↑  Modin, Yuri Ivanovitch, My Five Cambridge Friends, Headline Book Publishing, London, 1994. ISBN 0-374-21698-3
23. 1 2  Hoare, The Missing Macleans, 1955.
24. 1 2  Holzman, and Melinda Maclean: Idealism and Espionage, 2014.
25. 1 2 3  폴머와 앨런, 349쪽.
26. ↑  코놀리, 시릴 (1952). 사라진 외교관들. 런던: 퀸 앤 프레스.
27. ↑  필비, 킴 (2002). 《나의 조용한 전쟁》. 모던 라이브러리. 170쪽. ISBN 978-0375759833. 2015년 1월 5일에 확인함.
28. ↑  Lamphere, Robert; Shactman, Tom, The FBI-KGB War. New York: Random House, 1986, pp. 232–237.
29. ↑  Hamrick, S.J., Deceiving the Deceivers. New Haven, CT / London: 예일 대학교 출판부, 2004, p. 233. ISBN 9780300104165